# Marie Griesbach

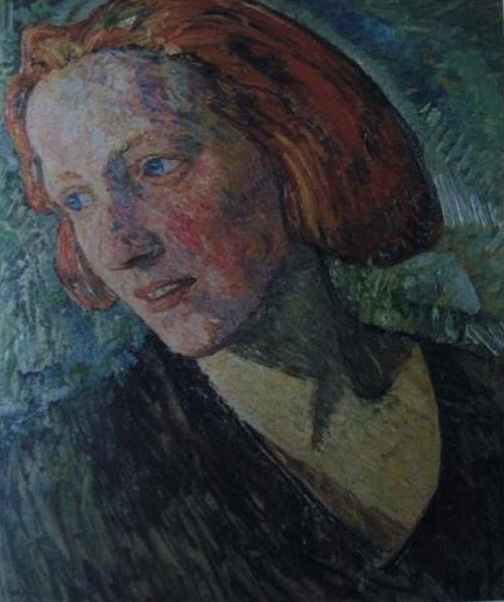
Heinrich Vogeler: Die rote Marie, 1919

Marie Griesbach, verh. Marie Hundt, von Heinrich Vogeler gemalt als Rote Marie (* 26. November 1896 in Dresden; † 13. März 1984 in Ohlenstedt) war eine deutsche Revolutionärin, Anthroposophin und Dichterin.

## Leben

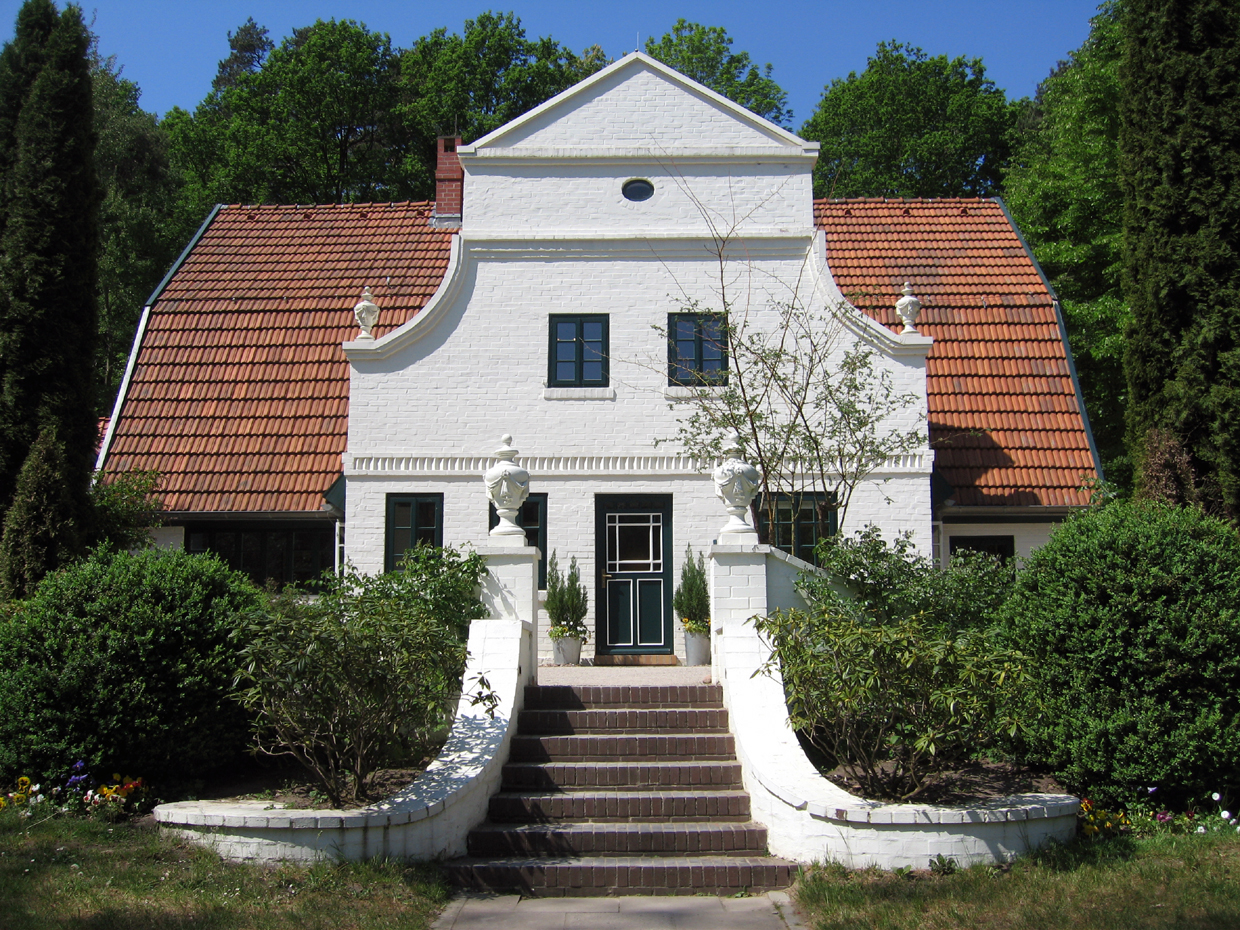
Der Barkenhoff

Als Arbeiterin in Dresden war sie Vorstandsmitglied des Jugendbildungsvereins und galt als führende Persönlichkeit der Arbeiterjugendbewegung in dieser Stadt. Sie versandte im August 1917 ein Flugblatt gegen den Krieg, weswegen sie am 5. Mai 1918 zu mehreren Monaten Zuchthaus wegen Hochverrat verurteilt wurde. Nach ihrer Befreiung durch die Novemberrevolution wurde sie Mitglied der Gruppe „Internationale Kommunisten“ um Otto Rühle. Sie trat als Rednerin vor allem in Dresden und Pirna auf und erreichte damit tausende von Zuhörern. Nach dem Krieg war sie mit dem Maler Heinrich Vogeler befreundet. Die Worpsweder Künstlergemeinschaft sah sie als „ideal-kommunistisches“ Zusammenleben an und schloss sich der Gruppe an. Zusammen mit Vogeler gründete sie im Sommer 1919 die Kommune und Arbeitsschule Barkenhoff. Zusammen mit Vogeler und anderen Angehörigen der Künstlerkolonie in Worpswede publizierte Griesbach in der anarchistischen Zeitschrift Der freie Arbeiter.
1920 heiratete sie Vogelers Mitstreiter, den Maler Walter Hundt (1897–1975). Sie hatten sieben Kinder und bewirtschafteten einen Bauernhof in Ohlenstedt (Kreis Osterholz) nach den Grundsätzen der Anthroposophie. Zu welchem Zeitpunkt sich die Eheleute der Bewegung von Rudolf Steiner anschlossen, ist nicht genau bekannt.

## Werke
- Gedichte. Mit Zeichnungen und Linolschnitten von Walter Hundt, Worpsweder Verlag, Worpswede 1996, ISBN 3-89299-185-5